# Ptuj

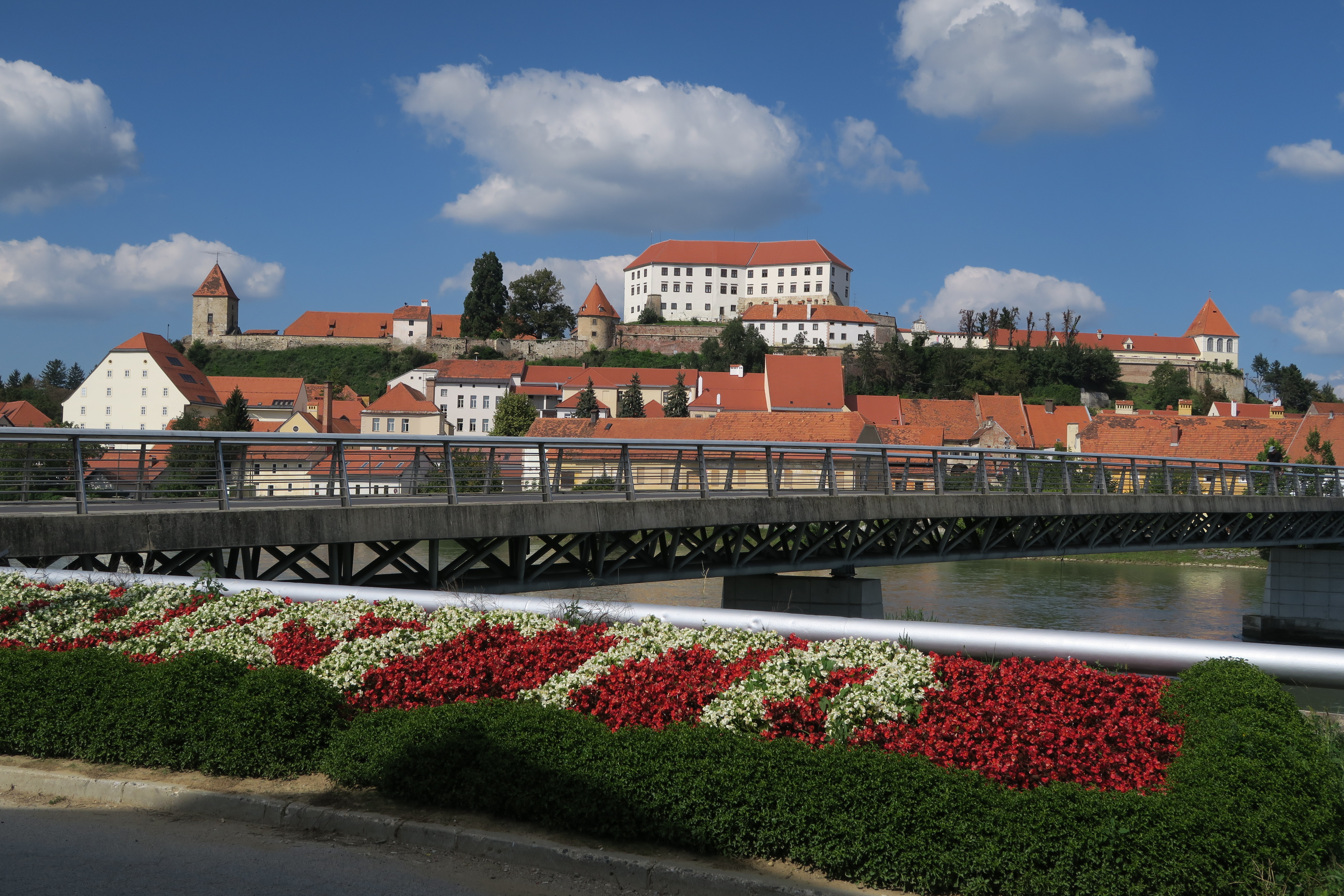
Ansicht von Ptuj mit Schlossberg

Ptuj [ˈptùːj] ⓘ, deutsch Pettau, ist die älteste Stadt des ehemaligen Herzogtums Steiermark. Sie liegt in der historischen Landschaft Spodnja Štajerska (Untersteiermark) und in der statistischen Region Podravska in Slowenien. Sie ist Hauptort der Stadtgemeinde Ptuj.

## Geographie

### Lage
Die Stadt Ptuj befindet sich in der östlichen Ecke des Dravsko polje (Draufeld) direkt am linken Ufer des Flusses Drau. Teile der Gemeinde liegen in den Slovenske gorice (Windischen Bühel). Neben der Drau wird die Kommune noch von den Bächen Grajena (Grajenabach) und Ragoznica (Ragosnitzbach) durchflossen, die kurz nach der Stadt in den Ptujsko jezero münden, den Ptujsker Stausee des Wasserkraftwerks Formin.
Die nächsten größeren Städte sind Maribor etwa 23 km nordwestlich und Varaždin in Kroatien ca. 38 km östlich. Außerdem ist die Stadt Sitz der Verwaltungseinheit Ptuj (slow.: Upravna enota Ptuj). Diese administriert die Stadtgemeinde Ptuj sowie die Gemeinden Hajdina, Markovci, Gorišnica, Dornava, Kidričevo, Destrnik, Trnovska vas, Sveti Andraž v Slovenskih goricah, Juršinci, Videm, Zavrč, Podlehnik, Žetale und Majšperk.

### Stadtgliederung
Die Stadtgemeinde gliedert sich in acht Bezirksgemeinschaften (slowenisch: Četrtne skupnosti, Abkürzung: ČS).
- ČS Breg-Turnišče
- ČS Center
- ČS Grajena
- ČS Jezero
- ČS Ljudski vrt
- ČS Panorama
- ČS Rogoznica
- ČS Spuhlja

Darüber hinaus ist die Gemeinde in 10 Ortschaften unterteilt.

## Geschichte
Das heutige Stadtgebiet wurde schon in der Jungsteinzeit besiedelt. Wesentlich für die Entwicklung der Siedlung in vorrömischer Zeit und danach war deren Lage entlang der Bernsteinstraße. Die Ersterwähnung erfolgte 69. Relative Bedeutung gewann Pettau jedoch erst in der Zeit des Römischen Reiches. Im Lateinischen wird die Stadt auch als Petovio, Petabio, Petavio, Poetavio, Potabio und Patavio bezeichnet, im Altgriechischen Ποτόβιον Potabion und Παταβίων Patabion. Im Jahr 69 n. Chr. wurde Vespasian in Ptuj zum römischen Kaiser ausgerufen. Unter Kaiser Trajan erhielt die Siedlung das Stadtrecht und wurde als Colonia Ulpia Traiana Poetovio zu einem wichtigen militärischen, kommerziellen und administrativen Zentrum. In der Schlacht bei Poetovio erlitt der Gegenkaiser Magnus Maximus im Juli 388 gegen Theodosius I. die entscheidende Niederlage. Bis zu seiner Plünderung durch die Hunnen lebten ungefähr 40.000 Menschen auf dem Gebiet der heutigen Stadt. Nach den Awaren besiedelten Slawen das Gebiet. Unter dem slawischen Fürsten Pribina war Ptuj Teil des Pannonischen Fürstentums.
Ab dem 9. Jahrhundert gehörte das Pettauer Gebiet den Erzbischöfen von Salzburg, deren bedeutendste Ministerialen in diesem Gebiet die Herren von Pettau waren. Erzbischof Konrad I. (1106–1147) schloss mit den immer wieder einfallenden Ungarn Frieden und ließ auf dem Berg oberhalb der Stadt eine ältere verfallene Burg zur Sicherung der Reichsgrenze wieder aufbauen. Das Burggrafenamt übertrug er den Herren von Pettau, mit denen es in der Folgezeit immer wieder zu Auseinandersetzungen kam. Trotz der dominierenden Herren von Pettau entwickelte sich in Pettau ein Bürgertum, das durch Handel an der Straße von Ungarn nach Venedig, die hier die Drau überquerte, und durch die Schifffahrt auf dem Fluss zu erheblichem Wohlstand gekommen war. Um die Mitte des 13. Jahrhunderts wurde die Stadt Pettau ummauert, das Stadtrecht allerdings erst 1376 schriftlich aufgezeichnet und zwar auf ausdrücklichen Wunsch des Salzburger Vizedoms in Leibnitz, der für die Verwaltung der Salzburger Besitzungen in der Mittel- und Untersteiermark zuständig war. Das Pettauer Stadtrecht von 1376 mit seinen 195 Artikeln begünstigte Handel und Gewerbe und gehört zu den schönsten und geschlossensten Rechtsdenkmälern des Südostalpenraums. 1458 räumte Kaiser Friedrich III. als Dank für ein anderes Entgegenkommen des Salzburger Erzbischofs der Stadt Pettau eine Reihe von Handelsprivilegien ein.
1479 besetzten die mit Salzburg verbündeten Ungarn Burg und Stadt Pettau, die erst nach dem Tod von König Matthias Corvinus 1490 von König Maximilian I. eingenommen werden konnten. Maximilian verpfändete 1511 Pettau an das Erzstift Salzburg und erst 1555 kaufte König Ferdinand I. Herrschaft, Stadt und Schloss Pettau/Ptuj wieder zurück, wonach es endgültig in das Herzogtum Steiermark eingegliedert wurde und bis zum Ende der Habsburgermonarchie 1918/1919 verblieb. In dieser Zeit kam es immer wieder zu Auseinandersetzungen mit dem Osmanischen Reich und auch Naturkatastrophen schädigten Pettau/Ptuj beträchtlich.
Ein Einschnitt in die Geschichte der Stadt war der Bau der Südbahn zwischen Wien und Triest Ende des 19. Jahrhunderts. Damals verlief die Strecke über Marburg/Maribor, und Pettau blieb ohne Förderung. Einwohnerzahl und Bedeutung schrumpften rapid.
Beim Zerfall Österreich-Ungarns 1918/19 beanspruchte die neu gegründeten Republik Deutschösterreich das Gebiet von Pettau, es kam aber ohne Abstimmung zu Jugoslawien. Die ursprünglich überwiegend deutschsprachige Stadtbevölkerung Pettaus (1910 in der Altstadt 86 %) verringerte sich durch die Slawisierungspolitik der Zwischenkriegszeit bereits beträchtlich. Die Bewohner der umliegenden Dörfer sprachen auch schon vor 1919 fast ausschließlich Slowenisch. Während der nationalsozialistischen Herrschaft und Besetzung durch die deutsche Wehrmacht 1941 bis 1944 wurde die slowenische Bevölkerung teilweise enteignet und deportiert. Im Rahmen des Abkommens zwischen Mussolini und Hitler von 1939 wurden ihrerseits aus ihrer Heimat vertriebene Deutsche aus Südtirol und der Gottschee (Krain) angesiedelt, die dann 1945 zusammen mit den alteingesessenen deutschen Pettauern vertrieben wurden bzw. flüchteten und in Österreich, aber auch in Amerika Aufnahme fanden. Seit 1945 wird die Stadt fast ausschließlich von Slowenen bewohnt.

## Sehenswürdigkeiten

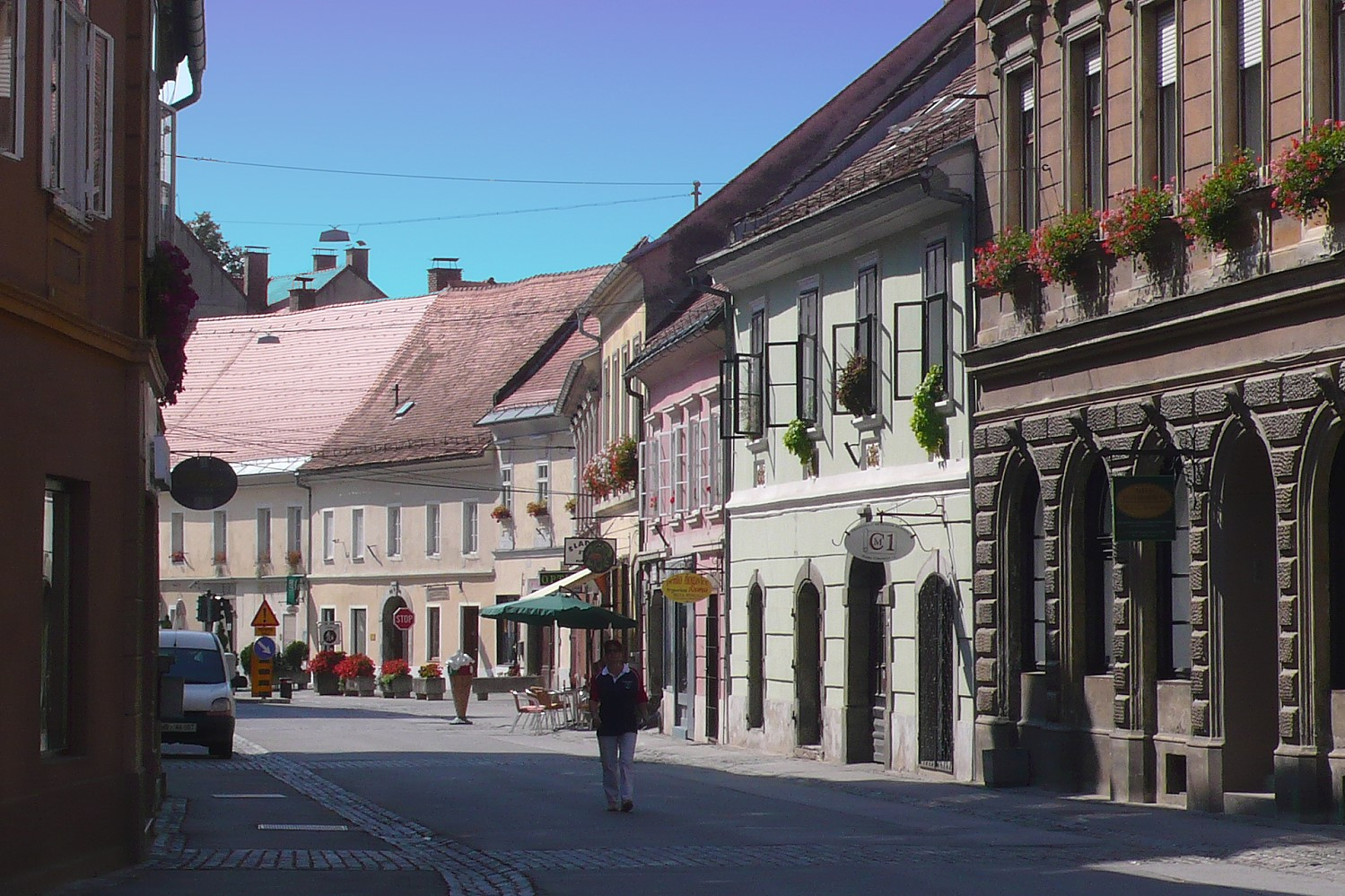
Gasse im Stadtkern von Ptuj

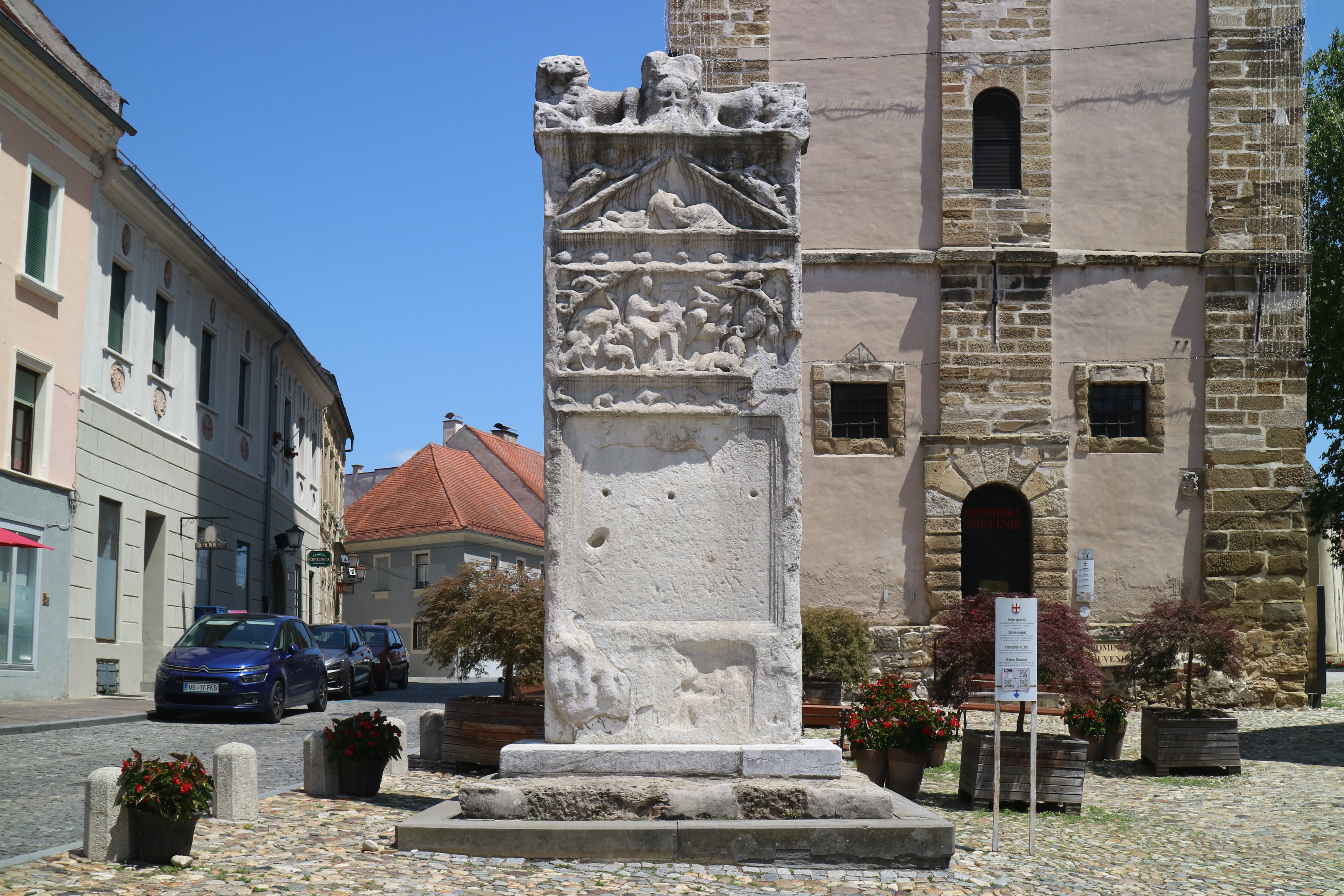
Orpheus-Denkmal

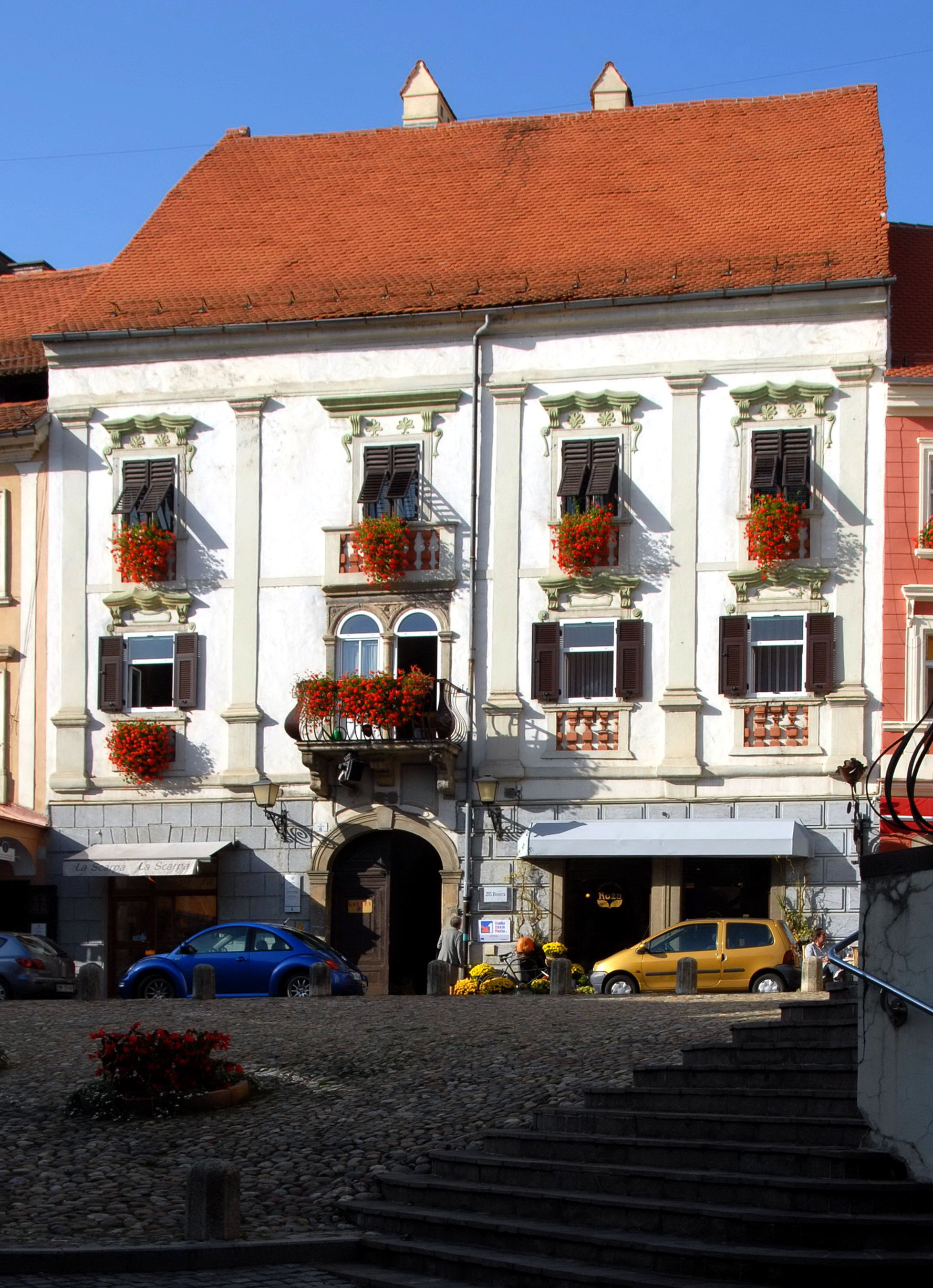
Altes Rathaus von Ptuj, Sitz der Stadtverwaltung bis zum Beginn des 20. Jahrhunderts, Barockfassade

- Im Kern des Ortes sind Bauwerke aus der Entwicklungszeit erhalten und denkmalgeschützt. Dazu gehören das Alte Rathaus (siehe Bild), das neue Rathaus (ein ehemaliges Bürgerpalais aus dem Jahr 1906), weiter Bürgerpaläste, das Schloss (die Burg) auf der Spitze des Berges. Letzteres ist von mehreren Baustilen geprägt, unter anderem sind venezianische Einflüsse erkennbar.
Seit dem Beginn der 1950er Jahre dient das Bauensemble als Regionalmuseum. In den folgenden Jahrzehnten wurden die Sammlungen stetig erweitert und vervollkommnet.

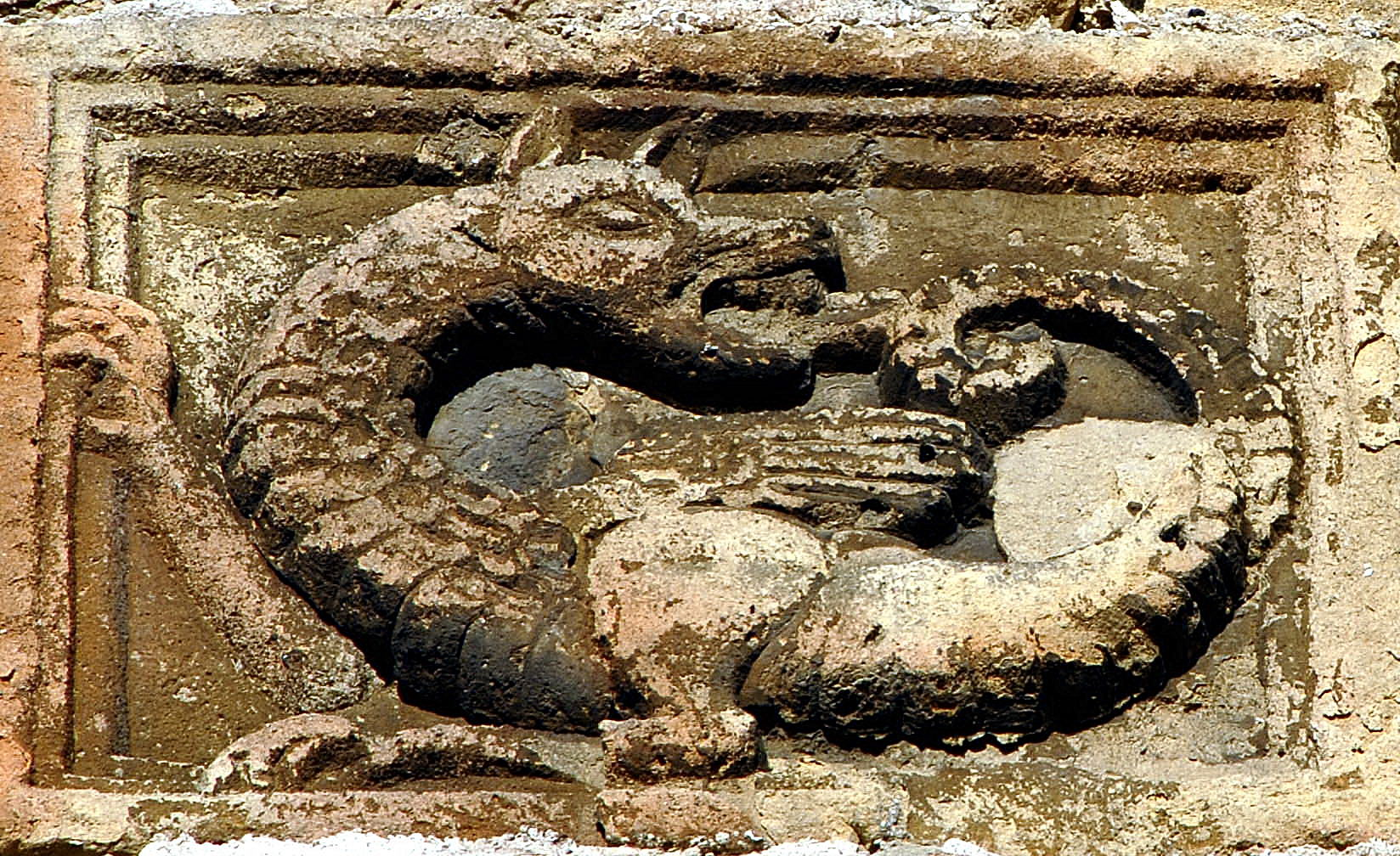
Ouroboros in einer der Mauern von Schloss Ptuj

- Erwähnenswerte Kirchengebäude sind St. Georg (in der Nachbarschaft des Rathauses), St. Peter und Paul, St. Oswald und die ehemalige Klosterkirche auf dem Berg, nun Mariä Himmelfahrt.
- Das Orpheus-Denkmal ist ein Grabstein aus dem 2. oder 3. Jahrhundert nach Christus und eines der bedeutendsten römerzeitlichen Fundstücke der Gegend.
- Landschaftsschutzpark Drautal
- Stadtturm und Theater

## Kultur und Sport
In Ptuj und der Umgebung finden folgende Festivals und Veranstaltungen statt (Auswahl):
- Kurentovanje – die größte organisierte Karnevalsveranstaltung in Slowenien und Mitteleuropa
- Internationales Filmfestival Primus
- Festival der Kammermusik Musica Poetovionis
- Internationales Festival für zeitgenössische Kunst
- Days of Poetry and Wine (1 Woche jeweils im August)
- Ptujska noć (Kulturnacht in Ptuj)
- Römer-Spiele und
- drei Warenausstellungen (Messen; im April, im August und im November).

Am Rande des Ortes befindet sich ein Thermalbad.
In einer früheren runden Kapelle am Ufer der Drau hat sich eine Kunstgalerie eingerichtet.
Außerdem haben sich zwei Ballsportvereine etabliert, der Fußballverein Drava sowie der Handballverein Drava Ptuj.

## Töchter und Söhne der Stadt
- Marcus Valerius Maximianus (2. Hälfte des 2. Jahrh. n. Chr.), römischer Senator und Feldherr in den Germanenkriegen des Kaisers Marcus Aurelius
- Victorinus von Poetovio († 304), Bischof, Kirchenvater, Exeget, Märtyrer
- Josef von Waser (1811–1899), Oberstaatsanwalt und Abgeordneter zum Österreichischen Abgeordnetenhaus
- Kajetan Hoffmann (1840–1907), Abt der Benediktinerabtei St. Blasius zu Admont
- Alfred Amschl (1852–1926), österreichischer Jurist und Schriftsteller
- Rudolf Thommen (1860–1950), Schweizer Historiker
- Friedrich Ploj (1862–1944), Jurist und Abgeordneter zum Österreichischen Abgeordnetenhaus
- Otto Johannsen (1864–1954), deutscher Ingenieur
- Otto Wiesinger (1879–1962), österreichischer General der Infanterie
- Luigi Kasimir (1881–1962), österreichischer Maler und Radierer
- Walter von Semetkowski (1886–1965), steirischer Landes- sowie NS-Gaukonservator und Volksbildungsreferent
- Elsa Oeltjen-Kasimir (1887–1944), Malerin und Bildhauerin
- Franz Georg Strafella (1891–1968), österreichischer Unternehmer, Politiker und Direktor der Bundesbahnen
- Balduin Saria (1893–1974), Historiker, Archäologe und Autor
- Hermann Pirich (1906–1980), Journalist und Schriftsteller
- Wolfgang Boehm (1908–1974), deutscher Volkswirt und Politiker
- Linda Sadnik (1910–1998), österreichische Slawistin
- Angela Salloker (1913–2006), Schauspielerin
- Marijan Jošt (1940–2021), Agrarwissenschaftler und Genetiker
- Branko Lenart (* 1948), österreichischer Künstler und Fotograf
- Zdenko Verdenik (* 1949), Fußballtrainer
- Vilko Filač (1950–2008), Kameramann
- Martin Kmetec (* 1956), Ordensgeistlicher, römisch-katholischer Erzbischof von Izmir
- Željko Spasojević (1973–2014), Fußballspieler
- Aleš Šteger (* 1973), slowenischer Autor
- Dejan Zavec (* 1976), Boxweltmeister
- Matej Miljatovič (* 1979), Fußballspieler
- Marko Bezjak (* 1986), Handballspieler
- Blaž Rola (* 1990), Tennisspieler
- Jure Matjašič (* 1992), Fußballspieler
- Luka Krajnc (* 1994), Fußballspieler
- Veronika Domjan (* 1996), Diskuswerferin
- Tim Gajser (* 1996), Motocrossfahrer
- Nina Potočnik (* 1997), Tennisspielerin
- Luka Šalamun (* 1997), Fußballspieler
- Tilen Kosi (* 1998), Handballspieler
- Maja Bedrač (* 1999), Weitspringerin
- Kristjan Čeh (* 1999), Diskuswerfer
- Urša Matotek (* 2002), Weitspringerin
- Anej Čurin Prapotnik (* 2003), Sprinter